# Kia Tigers
Die Kia Tigers (koreanisch: 기아 타이거즈) sind ein professionelles Baseballteam aus Gwangju, Südkorea. Das Team wurde 1982 gegründet und ist mit 11 Titeln in der Korean Series das erfolgreichste Team der KBO League. Heimspielstätte ist das Gwangju-Kia Champions Field mit einer Kapazität von 22.244 Sitzplätzen. Die Tigers waren zuvor unter dem Namen Haitai Tigers (해태 타이거즈) bekannt.

## Geschichte

### 1982: Gründung
Das Franchise wurde 1982 als drittes professionelles Baseballteam Südkoreas gegründet, nach den OB Bears und MBC Chungyong. Kim Dong-yeob war der erste Manager der Mannschaft, wurde jedoch bereits nach einem Monat gefeuert und durch Jo Chang-soo ersetzt, der das Team in der ersten Saison zu einem Win-Loss-Record von 38-42 führte. Da das Team nur aus 14 Spielern bestand, wurden mehrere Spieler sowohl als Pitcher als auch als Batter eingesetzt. Kim Sung-han hatte in diesem Jahr als Pitcher 10 Wins und die meisten Runs Batted In als Batter.

### 1983–1985: Erste drei Saisons mit Kim Eung-ryong
Von 1983 bis 2000 war Kim Eung-ryong der Manager der Tigers. Er führte das Team im Jahr 1983 zu seinem ersten Sieg in der Korean Series. Mit Lee Soon-chul, Sun Dong-yeol und Kim Sung-han wurden in den darauffolgenden zwei Jahren drei zukünftige Stars der Tigers unter Vertrag genommen, die eine lange Ära des Erfolgs brachten.

### 1986–1997: Haitai Tigers Dynastie
Im Zeitraum von 1986 bis 1997 gewannen die Tigers acht Mal die koreanische Baseballmeisterschaft.

### 1998–2008: Erfolglose Jahre
Von 1998 bis 2008 gewannen die Tigers keinen einzigen Titel. Zwar konnten sie in den Jahren 2002, 2003 und 2004 jeweils die Playoffs erreichen, verloren dabei jedoch jeweils gegen die LG Twins, die SK Wyverns und die Doosan Bears. In den Jahren 2005 und 2007 landeten sie jeweils auf dem letzten Platz.

### 2009–heute: Renaissance
2009 konnten die Tigers nach langer Zeit wieder die Korean Series gewinnen. Dies war unter anderem den Importspielern Aquilino López aus der Dominikanischen Republik und Rick Guttormson aus den Vereinigten Staaten zu verdanken. Im Jahr 2017 gewannen die Tigers zum elften Mal die Korean Series und sind damit Rekordmeister der KBO League.

## Nicht mehr vergebene Nummern (Retired Numbers)
Wie im Baseballsport üblich, vergeben die Tigers die Rückennummern von Spielern, die besondere Verdienste geleistet haben, nach deren Karriere nicht mehr an neue Spieler. Bei den Kia Tigers sind dies:
- 7: Lee Jong-beom (Shortstop)
- 18: Sun Dong-yeol (Pitcher)